# 藤田昌直
藤田 昌直（ふじた まさなお、1905年2月26日 - 1982年11月1日）は、日本の牧師、讃美歌の編集者。

## 生涯
東京府立第三中学校の教師時代の吉丸一昌の息子として東京府に生まれる。1916年(大正5年)父を亡くす。
日本自立神学校(関西聖書神学校の前身の一つ)で日本伝道隊のJ・B・ソーントン宣教師に薫陶を受ける。その後、1928年(昭和3年)に兵庫県神戸市の長老派の中央神学校を卒業する。同校で南長老ミッションのサムエル・フルトン宣教師の薫陶を受ける。日本福音教会の牧師になり、大阪城北教会、本郷教会の牧師を務め、1940年(昭和15年)に東京の小石川白山教会の牧師になり、1941年(昭和16年)の日本基督教団の成立と共に、教団の牧師になった。
戦時中は青山学院神学部、日本女子神学校の講師などを務める。戦後1946年(昭和21年)からは、日本聖書神学校の教授になった。日本基督教団の機関紙『基督教新報』（現、教団新報）の編集長と主筆を務め、文筆活動でも活躍した。また、教団の東京教区総会議長に選ばれた。
1964年(昭和39年)、讃美歌委員会に選ばれて、讃美歌第二編の編集を提唱して、委員長になり1969年(昭和44年)まで編集の責任を担った。1967年(昭和42年)には讃美歌第二編を出版した。